# Heilige Maria Moeder Godskerk (Vorst)

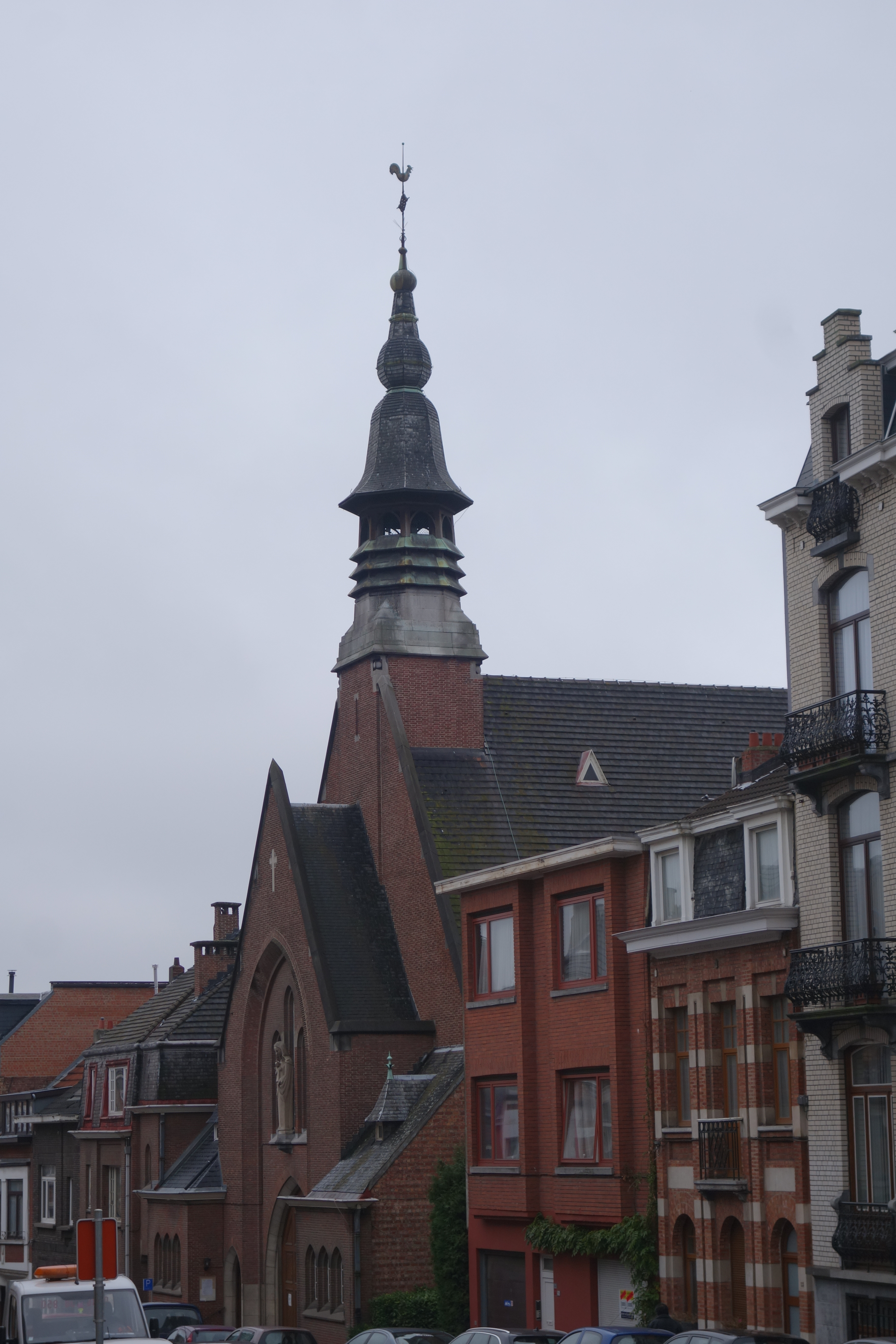
Heilige Maria Moeder Godskerk

De Heilige Maria Moeder Godskerk (Frans: Église Sainte-Marie-Mère-de-Dieu) is een kerkgebouw in de Belgische gemeente Vorst in het Brussels Hoofdstedelijk Gewest. De kerk staat aan de Meloenstraat.
De kerk is gewijd aan Maria Moeder van God.

## Gebouw
Het niet-georiënteerde kerkgebouw bestaat uit een ingangsportaal met daarboven de kerktoren, een driebeukig schip met vier traveeën in pseudobasilicale opstand, een transept en een driezijdig gesloten koor met een travee. De achtzijdige klokkentoren heeft een torenspits met een ui. De traveeën hebben elk eigen topgevels met steekdaken. Het schip wordt gedekt door een zadeldak dat op gelijke hoogte uitkomt op het schilddak van het transept. Het dak van het koor heeft een verlaagde noklijn.